# 산리쿠정
산리쿠정(三陸町)은 이와테현은 이와테 현의 남쪽 연안에 위치했던 정이다. 오후나토시의 통근율은 22.7%(2000년 국세조사).2001년 11월 15일에 오후나토시에 편입되어 소멸하였다.

## 개요
이와테현의 남동부 가쓰키타산지의 동쪽에 위치하고 있으며, 리아스식 해안에 접한 수산업이 번성한 마을이다. 교통 인프라가 빈약한 것으로부터 일찌기 「육지의 고도」·「오쿠요카하마」라고 불리고 있었지만, 산리쿠 철도남리아스선·국도 45호가 개통하면 미야기현 센다이시에서 아오모리현 아오모리시를 경유하는 산리쿠 지역의 대동맥의 통과점이 되었다.

## 재해
1960년 7월의 칠레 지진으로 쓰나미가 덮쳐 손해액은 약 7000만엔이 되었다.

## 연혁
- 1889년 4월 1일 - 정촌제가 시행되었다. 각각 촌제를 시행과 동시에 주변의 촌을 합병해 아야사토 촌, 고시키촌, 요시하마촌이 성립하였다.
- 1956년 9월 30일 - 요시하마촌, 옷키라이촌 , 료리촌이 합병해, 게센군 산리쿠촌이 성립하였다.
- 1957년 2월 - '홍보 산리쿠'를 창간하였다.
- 1958년 10월 4일 - 촌장(훗날의 산리쿠 정장)을 제정하였다.
- 1960년 7월 - 칠레 지진의 해일에 의해서 피해가 발생하였다.
- 1962년 1월 - 산리쿠 동사무소(후의 산리쿠 동사무소)가 완공되었다.

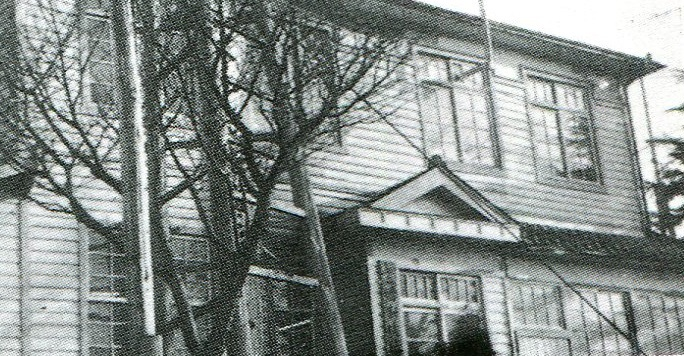
이전・산리쿠정 동사무소 촬영일 불명
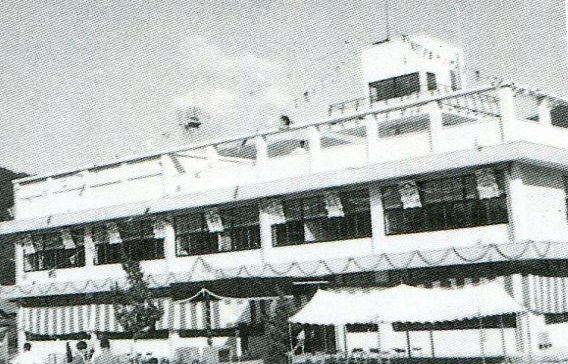
산리쿠정 동사무소 1962년 1월 촬영

- 1967년 4월 1일 - 산리쿠촌이 정으로 승격해, 게센군 산리쿠정이 되었다.
- 1976년 1월 2일 - 고에키라이코이데에서 산불이 발생하였고, 국도 45호를 걸쳐 연소되어 400ha 이상이 소실되었다.
- 2001년 11월 15일 - 오후나토시에 편입되어 소멸하였다.

## 교통

### 철도
- 산리쿠 철도 리아스선

### 도로
- 국도 45호선